# Ljusne AIK
Ljusne AIK ist ein schwedischer Sportverein aus Ljusne. Der Klub ist vor allem für seine Fußballmannschaft bekannt, die mehrere Jahre in der zweithöchsten Spielklasse in Schweden antrat.

## Geschichte
Ljusne AIK gründete sich 1919. Die Fußballmannschaft trat bei Einführung des Ligasystems in Schweden Ende der 1920er Jahre zunächst im unterklassigen Bereich an, erreichte aber 1933 als Staffelsieger der drittklassigen Division 3 Uppsvenska erstmals die zweithöchste Spielklasse. An der Seite von Mannschaften wie Hallstahammars SK, Surahammars IF oder Bollnäs GIF etablierte sich der Klub im mittleren Tabellenbereich seiner Zweitligastaffel. Erreichte der Klub 1939 mit einem vierten Rang hinter Hammarby IF, Ludvika FFI und Djurgårdens IF noch das bis dato beste Ergebnis der Vereinsgeschichte folgte in der anschließenden Spielzeit gemeinsam mit Enköpings SK der Abstieg in die dritte Liga.
Als Absteiger blieb Ljusne AIK im gesamten Saisonverlauf ohne Niederlage und zog somit souverän in die Aufstiegsrunde ein, in der sich der Klub gegen Avesta AIK durchsetzte. In einem spannenden Abstiegskampf in der Spielzeit 1941/42 – am Saisonende waren Sundbybergs IK, Gefle IF, Ljusne AIK und IFK Lidingö in der Division 2 Norra punktgleich am Tabellenende platziert – verpasste der Klub aufgrund des schlechteren Torquotienten den Klassenerhalt. Der Aufenthalt in der Drittklassigkeit währte jedoch wiederum nur eine Spielzeit, erneut dominierte der Klub seine Drittligastaffel und entschied die Aufstiegsrunde gegen Långshyttans AIK für sich. Erneut spielte der Klub in der zweiten Liga gegen den Abstieg, konnte sich aber mehrere Spielzeiten in der Liga halten. In der Spielzeit 1945/46 war die Mannschaft jedoch nahezu chancenlos und hatte mit acht Saisonpunkten sieben Zähler Rückstand auf den von Sandvikens AIK belegten letzten Nicht-Abstiegsplatz.
Während Ljusne AIK einerseits in der dritten Liga eine Ligareform überstand, zog die Mannschaft 1947 ins Endspiel um die Norrländska Mästerskapet, das sie für sich entschied. In der nun konzentrierten dritten Spielklasse rutschte der Klub in den Abstiegsbereich. 1949 folgte der Abstieg in die vierte Liga, dem der sofortige Wiederaufstieg folgte. Der Klub platzierte sich im mittleren Ligabereich und profitierte 1953 von einer Aufstockung der zweiten Liga im Zuge der Eingliederung Nordschwedens in die Ligapyramide und stieg als Tabellensechster erneut in die Zweitklassigkeit auf.
Ljusne AIK verpasste 1954 den Durchmarsch in die Allsvenskan nur knapp. Als Tabellenzweiter der Division 2 Norrland hinter Sandvikens AIK fehlten bei besserem Torverhältnis zwei Punkte zum Aufstieg in die schwedische Eliteserie. Es gelang nicht den Erfolg zu bestätigen, bereits zwei Jahre später stand die Mannschaft im Abstiegskampf und stieg schließlich 1957 als Tabellenletzte ab.
Nachdem die Fußballer des Ljusne AIK 1959 in die Viertklassigkeit durchgereicht worden waren, entwickelte sich der Klub in den folgenden Jahren zur Fahrstuhlmannschaft zwischen drittem und viertem Spielniveau. Nach einem erneuten Abstieg 1967 etablierte sich der Klub bis Mitte der 1970er im vorderen Bereich seiner Viertligastaffel. Gelang 1976 die Rückkehr in die dritte Spielklasse, pendelte die Mannschaft im Anschluss erneut zwischen den Ligen. 1986 drittklassig, wurde sie Opfer einer Ligareform und als Tabellenelfter in die Fünftklassigkeit zurückgestuft. In der Folge verschwand der Klub aus dem höherklassigen schwedischen Fußball.
Die Eishockeyabteilung des Vereins nahm in der Saison 1950 an der damals noch im Pokal-Modus ausgetragenen schwedischen Meisterschaft teil. In der Saison 1976/77 trat die Mannschaft in der damals zweithöchsten schwedischen Spielklasse, der Division 1, an. 
Ende der 1990er spaltete sich Ljusne AIK auf und die einzelnen Unterabteilungen Fußball, Eishockey und Leichtathletik bildeten eigenständige Vereine unter dem Dach des alten Vereins.

### Erfolge
- Norrländska Mästerskapet: 1947